# Dukelský průsmyk
Dukelský průsmyk (slovensky Dukliansky priesmyk, polsky Przełęcz Dukielska, 502 m n. m.) je průsmyk (sedlo) v severní části Laborecké vrchoviny, mezi vrchem Kýčera (579,0 m n. m.) a Porubským sedlem. Sedlem probíhá slovensko-polská státní hranice.
Na slovenském území přímo pod sedlem pramení na jih tekoucí Ladomirka. Jde o nejnižší a nejschůdnější přechod přes pohraniční hřeben Laborecké vrchoviny nad obcí Vyšný Komárnik.
Průsmykem vede důležitá silnice mezi Slovenskem a Polskem, silnice I/21 spojující slovenské město Svidník s polským městem Dukla, podle kterého byl průsmyk pojmenován.
Také jde o významnou křižovatku turistických cest: červeně značená mezinárodní trasa E3 z Porubského sedla po státní hranici dál na východ, vychází odtud červeně značená Cesta hrdinů SNP (součást mezinárodní trasy E8) do obce Medvedie. Na polské straně se připojují další dvě turistické stezky. Pod průsmykem se nalézá velké parkoviště, bufet a hotel.

## Historie

### První světová válka
V roce 1915 přešlo u Dukelského průsmyku do ruského zajetí 1800 mužů z 28. pěšího pluku.

### Karpatsko-dukelská operace během druhé světové války
Dukelský průsmyk je znám z doby 2. světové války, kdy zde probíhala Karpatsko-dukelská vojenská operace, při které v období od 8. září 1944 do 27. listopadu 1944 zahynulo nebo bylo zraněno až 85000 sovětských a 6500 československých bojovníků.
Památník a hřbitov příslušníků 1. československého armádního sboru je národní kulturní památkou, na hřbitově se nacházejí hroby se jmény 1265 padlých bojovníků. Pod sedlem stojí kamenný pylon (výška 28 m) s monumentálním sousoším (slovenský název: „Vďaka matky sovietskemu vojakovi za oslobodenie“) a obřadní síní. Před památníkem byla vysázena „Alej hrdinů Dukly“. Přímo na státní hranici byla na místě bývalé „Pozorovatelny generála Ludvíka Svobody“ postavena 49 metrů vysoká věž.
Od Dukelského průsmyku až po obec Krajná Poľana se rozkládá areál Vojenského přírodního muzea na Dukle a Památník pyrotechniků (čtyři metry vysoký žulový kvádr s rukama, symbolizuje ženistu zneškodňujícího miny nastražené Němci).